# 九标站
九标站是位于云南省建水县九标的一个铁路车站，邮政编码654316。车站建于1928年，有蒙宝铁路经过该站，现仅办理货运，不办理客运业务，车站及其上下行区间均为电气化区段。车站距离蒙自站79公里，隶属昆明铁路局，是五等站。